# Neomphalida
A Neomphalida az állatok (Animalia) országának  a puhatestűek (Mollusca) törzsének a csigák (Gastropoda) osztályájának egyik rendje.

## Rendszerezés
A rendbe az alábbi öregcsalád és család tartozik.
- Neomphaloidea – az öregcsaládba 1 család és 2 nem tartozik
  - Neomphalidae
    - Cyathermia
    - Neomphalus